# Grünsink

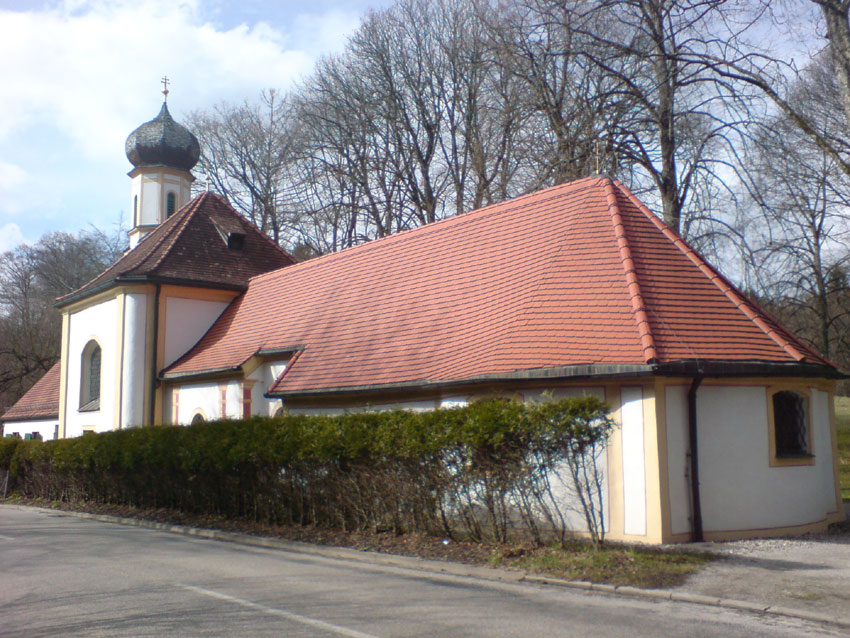
Kapelle Maria Hilf in Grünsink

Grünsink ist ein Ortsteil der Gemeinde Weßling im oberbayerischen Landkreis Starnberg. Die Siedlung besteht aus zwei Häusern und der Wallfahrtskapelle Maria Hilf.
Der Name Grünsink ist erstmals durch das Votivbild von 1744 als „in der grönen Sing“ (in der grünen Senke) belegt. Der Ort war damals offenbar eine Waldlichtung. Dieses Votivbild zeigt den Birnbaum auf freier Fläche umgeben von Wald. Die Karte von Philipp Apian von 1568 erwähnt den Ort nicht. Möglicherweise gab es an der Stelle Grünsinks im Mittelalter eine Ansiedlung, die unterging, deren Name aber im Volksgedächtnis haften blieb und in späterer Zeit in „grüne Senke“ umgedeutet wurde.
In einer Andechser Urkunde des Jahres 1060 gehört der Ort Cruvinsinga zur Herrschaft des Grafen von Dießen. Nach Ansicht einiger Heimatforscher ist der Ort Cruvinsinga das heutige Grünsink bei Weßling. Der mittelalterliche Ortsname geht zurück auf althochdeutsch *gruwison „grausen, erschrecken“, das aus einem althochdeutschen Personennamen rekonstruiert wurde. Zuweilen wird deswegen vermutet, dass der Ortsname auf einen grausigen Ort, auf ein heidnisches Heiligtum weise. Der Sagensammler Alexander Schöppner überliefert eine Sage, dass nachts um die Kapelle ein schrecklicher, schwarzer Pudel ohne Kopf herumstreife, die ihren Ursprung wohl in heidnischer Überlieferung hat.